# Eurhadina rona
Eurhadina rona är en insektsart som beskrevs av Irena Dworakowska 2002. Eurhadina rona ingår i släktet Eurhadina och familjen dvärgstritar. Inga underarter finns listade i Catalogue of Life.